# Main Crater
Der Main Crater ist, wie der Name bereits sagt, der rund 3750 m hohe Hauptkrater des Vulkans Mount Erebus auf der antarktischen Ross-Insel. Der in diesem Krater liegende Inner Crater bildet den eigentlichen Gipfel des Vulkans und beherbergt einen anorthoklas-phonolithischen Lavasee.
Das Advisory Committee on Antarctic Names gab dem Krater im Jahr 2000 seinen deskriptiven Namen.